# Herkulessaal

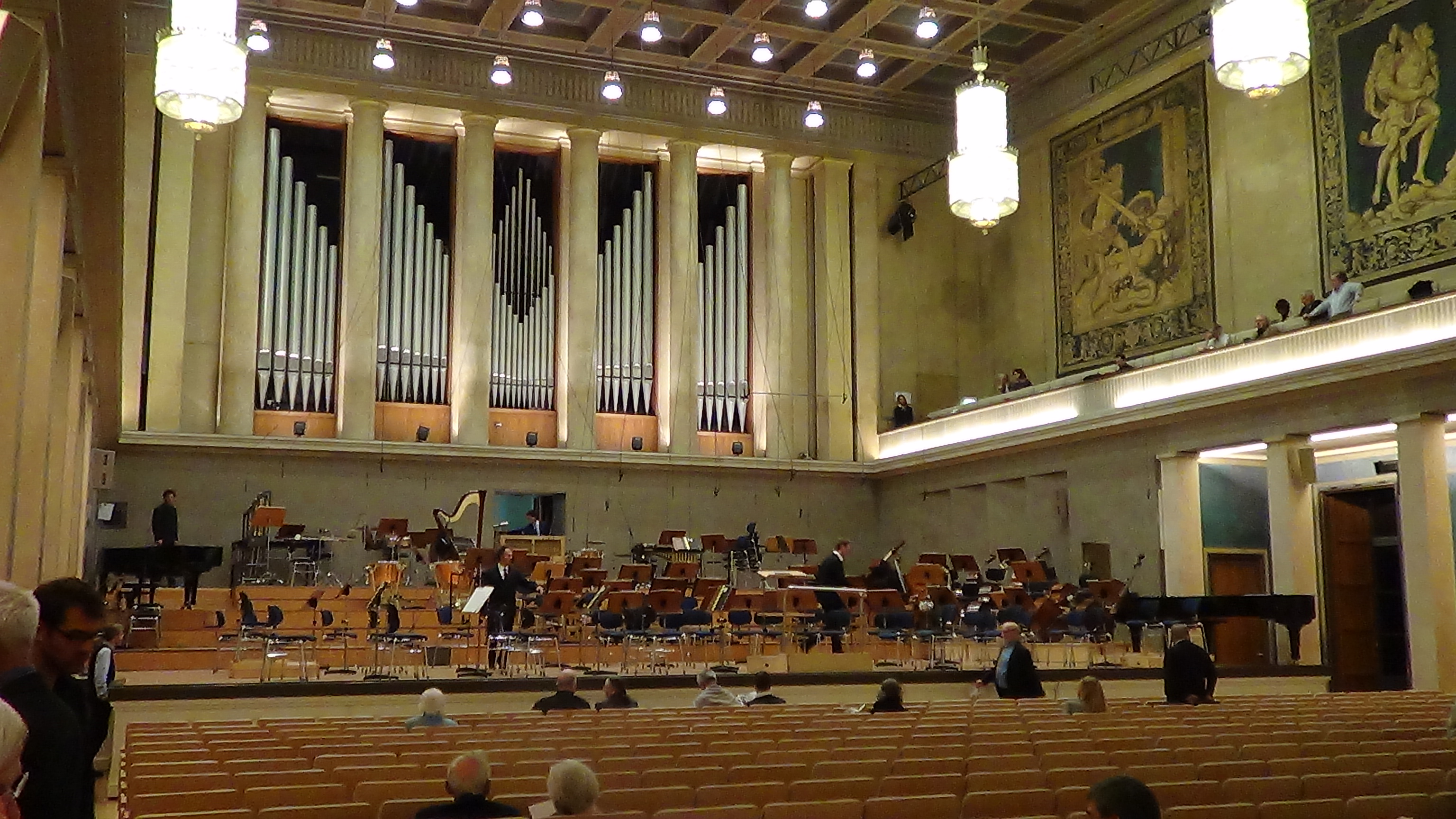
Interior de la Herkulessaal

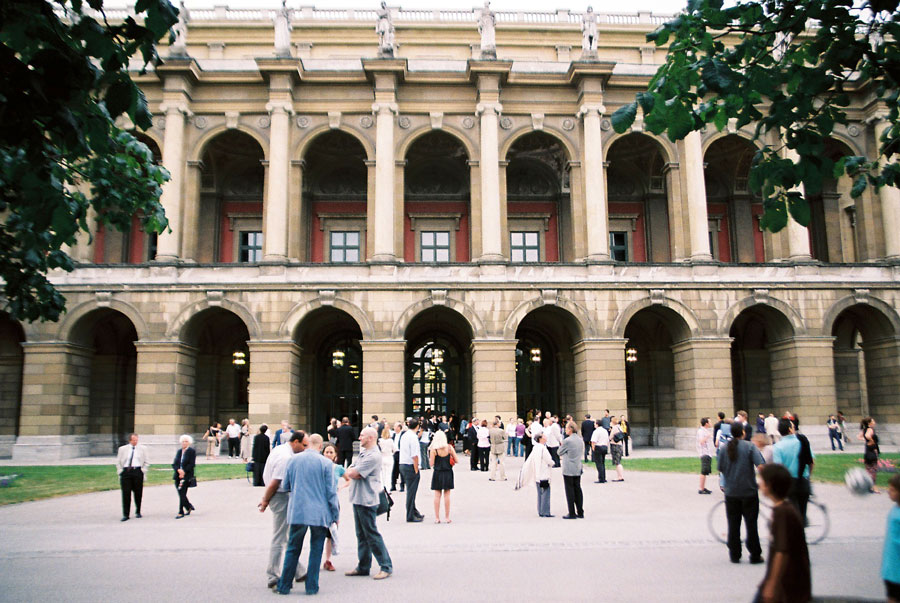
Fachada de la Herkulessaal.

La Herkulessaal, o Sala Hércules, es una sala de conciertos de Múnich, Alemania. Se encuentra integrada dentro del complejo de la Residencia de Múnich, el antiguo palacio urbano de los reyes de Baviera.
Fue construida entre 1951 y 1953 en el lugar que ocupaba el salón del trono del rey Luis I de Baviera, en el ala del Festsaalbau, que había quedado destruido, junto con la mayoría de la Residencia, tras la Segunda Guerra Mundial. La sala recibe su nombre de una serie de tapices, representando la historia de Hércules, que habían sido fabricados en Amberes por encargo del Duque Alberto V de Baviera, en 1565, para el salón de fiestas de su palacio en Dachau. Inicialmente fue conocida como Neuer Herkulessaal (Nueva Sala de Hércules) para distinguirla de la Alter Herkulessaal (Antigua Sala de Hércules), un salón de baile y fiestas construido por el Duque Maximiliano I de Baviera en la Hofdamenstock  de la Residencia, en 1600, que también fue restaurado y ahora se conoce como Max-Joseph-Saal. 
La sala dispone de 1.270 localidades sentadas y 180 plazas de pie, y, hasta la construcción de la nueva Philharmonie, ha sido la principal sala de conciertos de la ciudad de Múnich, y aún sigue siendo la sede principal de la Orquesta Sinfónica de la Radio de Baviera, con dos ciclos de abono anuales, así como de las series de conciertos de la Orquesta Estatal de Baviera.